# Desanka Maksimović
Desanka Maksimović (Rabrovica kod Valjeva, 16. svibnja 1898. – Beograd, 11. veljače 1993.), bila je srpska pjesnikinja, profesorica književnosti i članica Srpske akademije znanosti i umjetnosti.

## Životopis
Desanka Maksimović rođena je 1898. u selu Rabrovici, u okolici Valjeva. Bila je najstarije dijete oca Mihaila, učitelja, i majke Draginje. Odmah poslije njezinog rođenja, Mihailo Maksimović je dobio premještaj, te se obitelj odselila u Brankovinu. U Brankovini je provela djetinjstvo sve do kraja osnovne škole, a u Valjevu je završila gimnaziju.
Poslije Prvoga svjetskog rata upisala se na Filozofski fakultet u Beogradu gdje je studirala na odjelu za svjetsku književnost, opću povijest i povijest umjetnosti. Nakon što je 1923. diplomirala radila je u obrenovačkoj gimnaziji. Nakon toga bila je postavljena za zamjenicu redovitoga nastavnika u Trećoj ženskoj gimnaziji u Beogradu.
Desanka Maksimović provela je godinu dana u Parizu na usavršavanju kao stipendistica francuske vlade. Nakon što je od 3. rujna 1925. godine radila oko godinu dana u učiteljskoj školi u Dubrovniku, prešla je ponovno u Beograd gdje je radila u Prvoj ženskoj gimnaziji. Jedna od njezinih učenica bila je i Mira Alečković, koja je također postala pjesnikinja i prijateljica Desanke Maksimović. Početkom Drugoga svjetskog rata otišla je u mirovinu, ali se u službu vratila 1944. godine i u istoj školi ostala do konačnog umirovljenja, 1953. godine.
Početkom kolovoza 1933. godine Desanka Maksimović udala se za Sergeja Slastikova. Nisu imali djece.
Putovala je diljem tadašnje Jugoslavije i imala veliki broj prijatelja među piscima i pjesnicima; u njih su spadali i Miloš Crnjanski, Ivo Andrić, Isidora Sekulić, Gustav Krklec, Branko Ćopić, Oton Župančič i mnogi drugi.
Desanka Maksimović preminula je 11. veljače 1993. godine, u svojoj 95. godini, u Beogradu. Pokopana je u Brankovini kod Valjeva.

## Književno stvaralaštvo
Desanka Maksimović je bila pjesnikinja, pripovjedačica i romanopiskinja. Pisala je i za djecu, a povremeno se bavila i prevođenjem, mahom poezije, s ruskoga, slovenskoga, bugarskoga i francuskoga jezika. 
Objavila je oko pedeset knjiga poezije, pjesama i proze za djecu i mlade, pripovjedačke i putopisne proze. Svoje prve pjesme je objavila 1920. godine u časopisu Misao.
Neke od njenih najpopularnijih pjesama su: „Predosećanje“, „Strepnja“, „Opomena“, „Na buri“, „Tražim pomilovanje“ i „Pokošena livada“.
Čuvši za strijeljanje đaka u Kragujevcu 21. listopada 1941. godine, pjesnikinja je napisala jednu od svojih najpoznatijih pjesama „Krvava bajka“ - koja svjedoči o teroru okupatora nad nedužnim narodom u Drugom svjetskom ratu. Pjesma je objavljena tek poslije rata.